# Полісовщик
«Полісовщик» — картина російського художника Івана Крамського (1837—1887), написана в 1874 році. Картина є частиною зібрання Державної Третьяковської галереї (інвентарний № 659). Розмір картини — 84 × 62 см. Ця картина була також відома під іншими назвами: «Мужик з дубцем», «Мужик з дубцем в лісі» або «Мужик в простреленій шапці». Вона являє собою так званий «портрет-тип» — вид картин, які набули поширення в російському живописі в 1870-х роках.

## Історія написання
«Полісовщик» — застаріле слово, що позначає «лісник», «лісничий». Зображений на тлі темної хащі лісовій сторож тримає за спиною палицю. Його очі насторожені й очікувальні — видно, що ця людина сильна і спритна, яка звикла справлятися з небезпекою поодинці. Здається, що в ньому прихована неприборкана сила. Мабуть, він чесно і сміливо виконує небезпечну роботу, що підтверджує його неодноразово прострелена шапка.
При цьому, однак, художник дає відчути глядачеві назріваючу в полісовщику образу на тих, хто змушує його боротися з «браконьєрами» — як правило, такими ж мужиками, які через крайньої потреби змушені йти в охороняється панський ліс за дровами.
Сам Крамський так писав про сюжет цієї картини в листі Павлові Третьякову від 19 квітня 1875 року:
|  | … Мій етюд в простреленій шапці за задумом повинен був зображати один з тих типів (вони є в Російському народі), які багато з соціального і політичного ладу народного життя розуміють своїм розумом і у яких глибоко засіло незадоволення, що межує з ненавистю. З таких людей у важкі хвилини набирають свої зграї Стеньки Разіни, Пугачови, а в звичайний час — вони діють поодинці, де і як доведеться; але ніколи не миряться. Тип несимпатичний, я знаю, але знаю також, що таких багато. Я їх бачив… |

Картина була представлена на 4-й виставці Товариства пересувних художніх виставок («передвижників») в 1875 році. У тому ж 1875 році картина була придбана у автора Павлом Третяковим.